# Jim Fitzsimons
Jim Fitzsimons este un om politic irlandez, membru al Parlamentului European în perioada 1999-2004 din partea Irlandei.
1. 1 2 3 4   https://www.oireachtas.ie/en/members/member/James-N-Fitzsimons.D.1977-07-05 Lipsește sau este vid: |title= (ajutor)